# Louis-Charles Delarageaz
Ne doit pas être confondu avec Louis-Henri Delarageaz.
Louis-Charles Delarageaz, d'une ancienne famille de Préverenges, (10 août 1837, Préverenges – 29 avril 1906, Préverenges) est un général et homme politique suisse.

## Biographie
Il est le fils de Louis-Henri Delarageaz et de Louise-Charlotte Bron. Il épouse Julie Jaquiéry (1840-1900), fille de Jean-Louis Jaquiéry (1813-1863) de Prahins, Démoret et Moudon, frère de Constant Jaquiéry (1817-1902), préfet d'Yverdon de 1868 à 1902 et colonel de carabiniers, commandant du corps des carabiniers vaudois, et de Jenny Suzanne Bettens (1815-1896) d’Yvonand, possédant un grand domaine agricole dans cette commune.

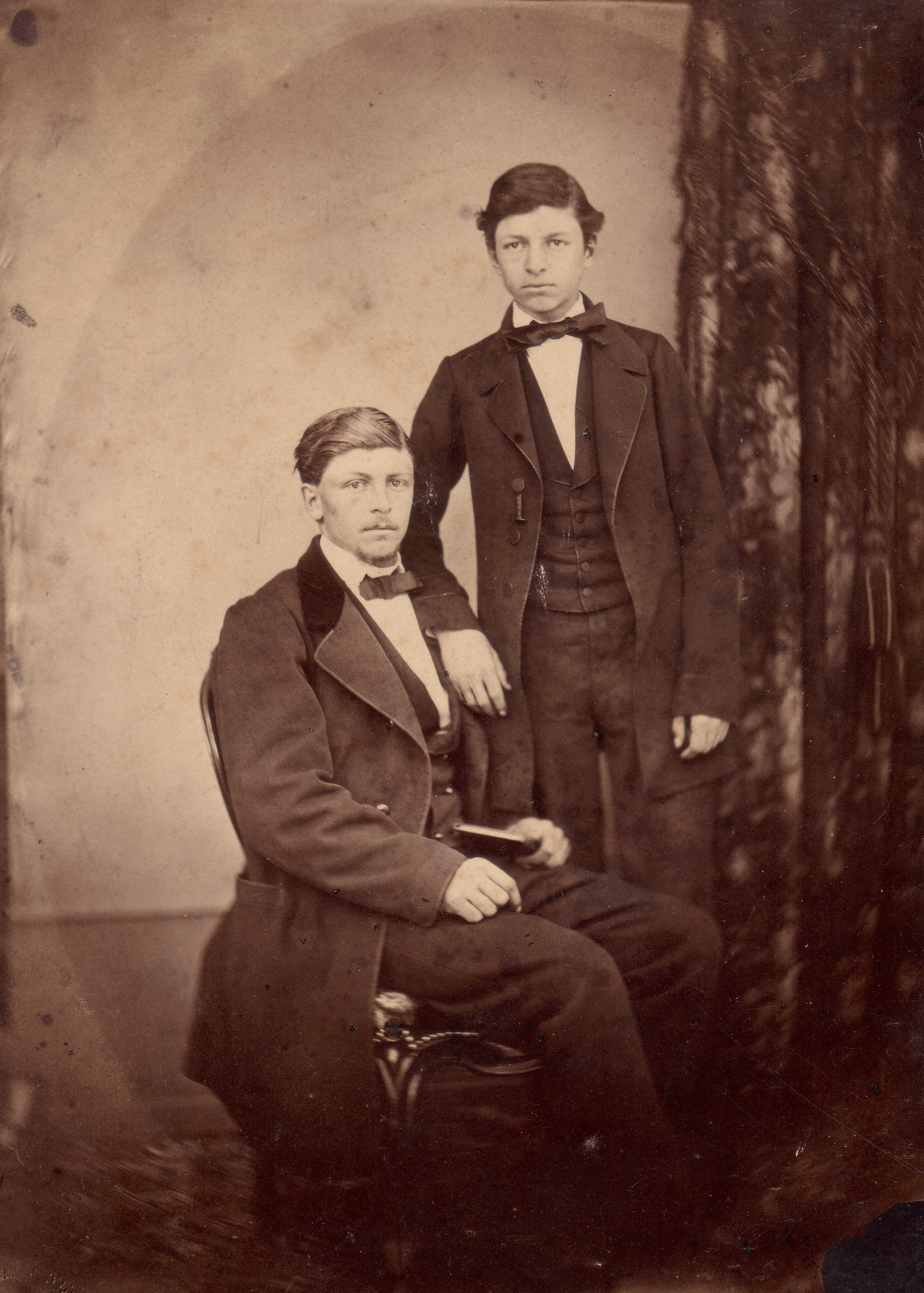
Louis-Charles Delarageaz (à gauche) en compagnie de son frère Henri, étudiant en médecine à la Sorbonne. Vers 1862

Delarageaz obtient son diplôme d'ingénieur à Lausanne en 1859. Après quelques stages dans différentes compagnies de chemins de fer en France, il est nommé ingénieur en chef de la ligne de chemins de fer de Jougne, puis de celle de la Broye, puis en 1879, ingénieur en chef de la correction des eaux du Jura.
Delarageaz commence sa carrière politique en 1868 comme député du Cercle de Romainmôtier au Grand Conseil, puis, en 1882, comme député du Cercle d'Écublens. Il est élu au Conseil national en 1893. Il y restera jusqu’à sa mort. Delarageaz est radical, comme son père. Cependant, à la suite de la rupture de ce dernier avec Louis Ruchonnet, il devient libéral et siège sur les bancs des libéraux à Berne. Très attaché à sa commune, il en est le président du Conseil général durant de nombreuses années.
La carrière militaire de Louis-Charles Delarageaz est également brillante. Officier dès 1857, il devient commandant de la deuxième brigade d'artillerie de 1883 à 1895, date à laquelle il est nommé chef de toute l'artillerie du premier corps d'armée. En 1899, il quitte sa fonction avec remerciements et devient officier AD. L’année suivante, le chef du bureau de l’état major général lui propose le commandement de l'arrondissement territorial No 2, mais Delarageaz décline cette proposition. Il se voit confier alors le commandement de la place de mobilisation de Morges par le gouvernement vaudois en 1903, poste qu’il occupera jusqu'à sa mort.
Delarageaz est, comme son père, très proche de la campagne et des milieux agricoles. Figure type du campagnard, grand propriétaire foncier, il ne se consacre plus dès la mort de son père en 1891, qu'à la gestion de ses grands domaines agricoles et viticoles de Préverenges, Bremblens, Bougy-Villars et Yvonand, ce dernier appartenant à sa femme. Il est d'ailleurs membre du comité de l’Union suisse des paysans (1901-1906), de la Société vaudoise d’agriculture et de viticulture et du syndicat agricole de Morges. Il siège également dans les conseils d’administration de l'Union vaudoise de crédit (1870-1872), du Jura-Simplon (1896-1902), de la Suisse-Occidentale-Simplon (1872-1874, 1878-1884). Il est vice-président du conseil d’administration de la Laiterie agricole et président de l’Assemblée générale des actionnaires de la Banque cantonale vaudoise. Il est membre nommé par le Conseil d’État du conseil général du Crédit foncier vaudois et il est nommé à un grand nombre de commissions par le Tribunal fédéral pour négocier à travers la Suisse romande le rachat de lignes de chemins de fer privées par la Confédération. Delarageaz est aussi l’un des membres fondateurs de la société d’étudiants de Stella. Il décède subitement le 29 avril 1906 dans sa propriété familiale du Rionzi à Préverenges. Il est enterré avec son épouse dans le carré familial du cimetière de Préverenges.

## Liens internes

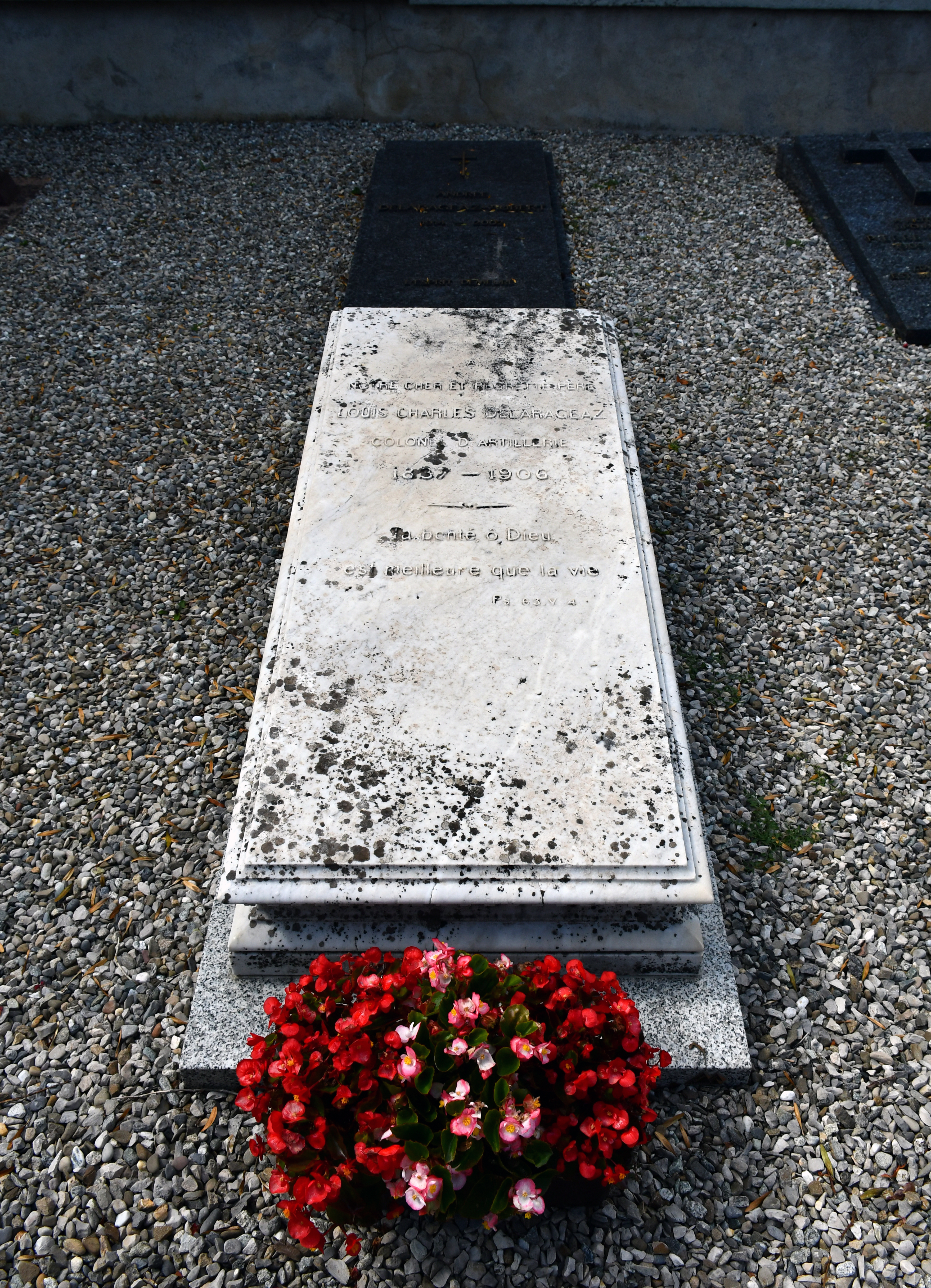
Tombe de Louis-Charles Delarageaz dans le cimetière de Préverenges.